# پارک ملی آشیزوری-اوواکای
پارک ملی آشیزوری-اوواکای (به لاتین: Ashizuri-Uwakai National Park) یک پارک ملی در ژاپن است که در شیکوکو واقع شده‌است.